# Congrès national wallon extraordinaire
 (août 2015).
Le Congrès national wallon extraordinaire fut en fait le sixième Congrès national wallon qui se tint à Charleroi le 26 mars 1950 soit deux semaines exactement après la Consultation populaire qui avait démontré la division du pays sur la question du retour de Léopold III : la Flandre disant OUI à ce retour, Bruxelles et la Wallonie disant clairement NON.
Non seulement les orateurs qui prirent la parole étaient des personnalités de poids (Jean Rey, alors ministre de la Reconstruction, Fernand Massart, Auguste Buisseret, René Lefebvre, René Drèze, Fernand Demany, Fernand Dehousse...), représentants de toutes les régions de Wallonie mais on assista à un ralliement de la FGTB de Liège dirigée par André Renard, au Mouvement wallon. Celui-ci déclara: C'est l'armée du travail qui vous rejoint.
Au bas de la tribune, une banderole proclamait à propos de Léopold III : Jamais plus le roi des wallons encore moins celui des travailleurs. Ce Congrès convoqué en urgence fut sans doute avec celui de 1945, le plus intense des Congrès nationaux wallons et le plus unanime malgré l'absence des personnalités du  PSC.